# Кузьман Ясіфовські
Кузьман Ясіфовські (мак. Кузман Јосифовски; 23 червня 1915 — 25 лютого 1944) — македонський партизан, один з організаторів Народно-визвольної боротьби в Македонії, народний герой Югославії.

## Біографія
Народився в 1915 році в Прилепі, навчався на юридичному факультеті у Белграді з 1935 року. У 1938 році прийнятий у члени Комуністичної партії Югославії. У 1939 році повернувся до Прилепу, де став членом місцевого комітету КПЮ, у вересні 1939 року обраний членом губернського комітету КПЮ для Македонії. Після окупації Югославією військами Осі в 1941 році Кузьман був відправлений КПЮ у Західну Македонію, яку окупували албанські та італійські війська. Там він взяв участь у ряді місцевих конференцій та зустрічей, присвячених організації антифашистської боротьби у цій сфері. На початку 1943 року Кузьман став членом Головного штабу Народно-визвольної армії і партизанських загонів Македонії.
25 лютого 1944 року він відправився до Скоп'є (яке було включене до Болгарського царства) на секретне засідання Центрального комітету Болгарської робітничої партії. Болгарська поліція виявила його місце знаходження, і він був застрелений під час погоні.
Будинок, де він народився і жив, тепер є меморіальним музеєм, присвяченим йому. Є декілька його бюстів у кількох містах Республіки Македонія. Крім того, його ім'я носить ряд шкіл і вулиць Македонії.

## Галерея

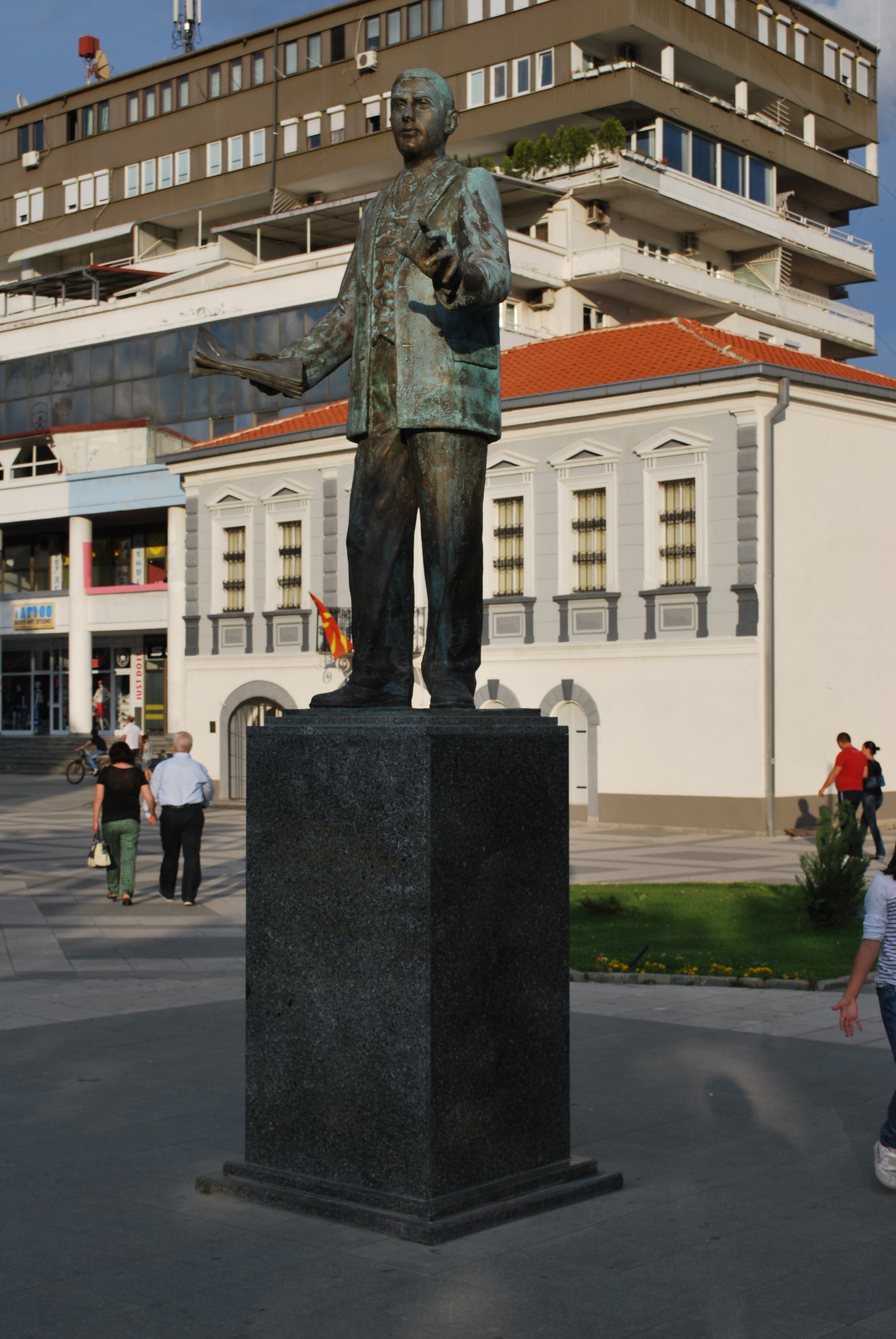
Пам'ятник на батьківщині